# Orden 227

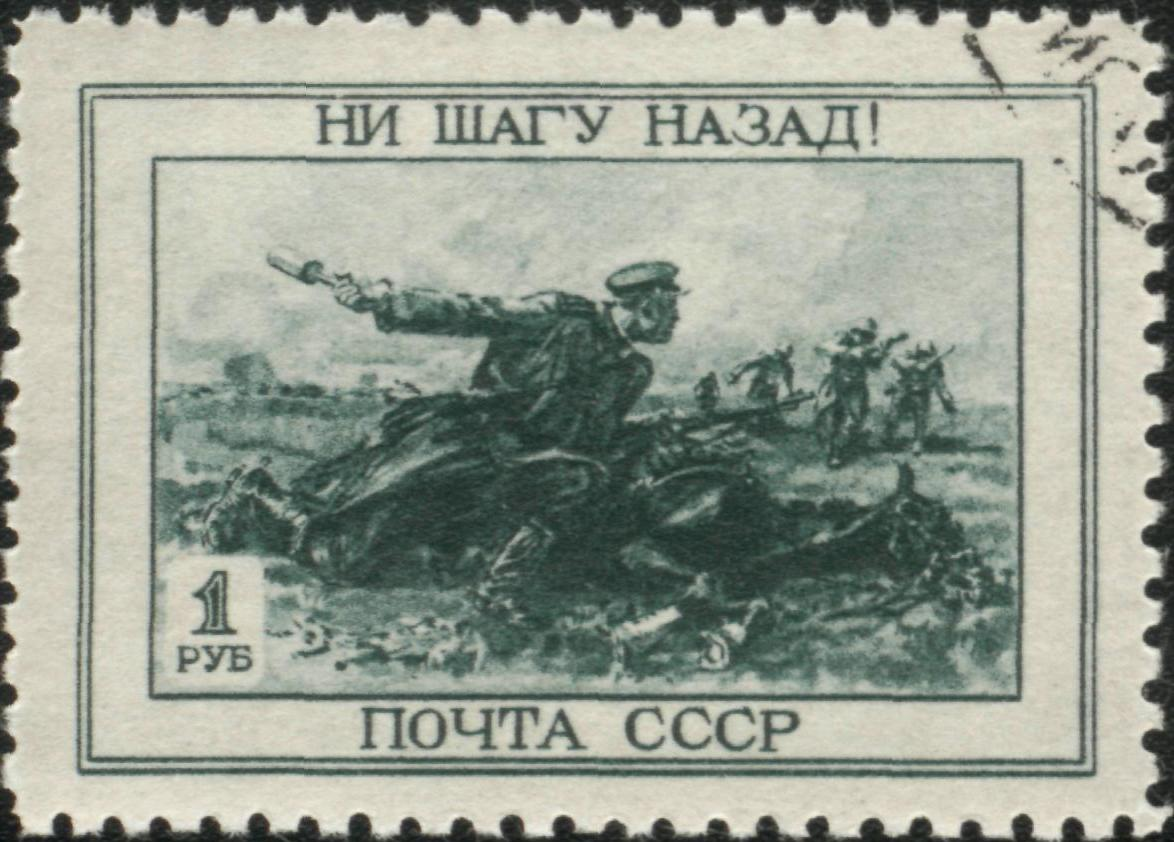
Estampilla soviética con la famosa frase «¡Ni un paso atrás!» (abril de 1945).

La Orden 227 fue un comunicado promulgado el 28 de julio de 1942 por Iósif Stalin en su calidad de Comisario de Defensa del Pueblo. Es conocida sobre todo por la frase «¡Ni un paso atrás!» (en ruso: Ни шагу назад! - Ni shagu nazad!), que se convertiría en el lema principal de lucha de la resistencia antifascista soviética durante la Gran Guerra Patria.

## Contenido

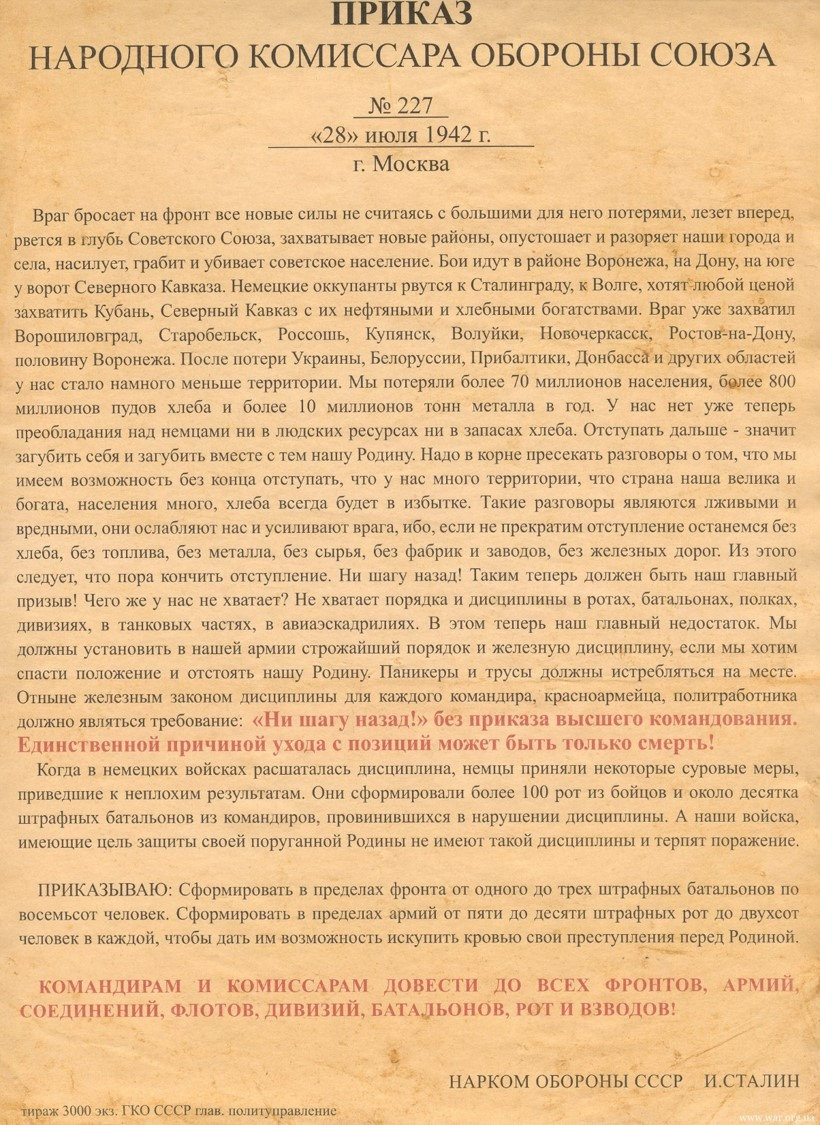
Reproducción del comunicado de Stalin. En rojo, la frase que le da nombre: Ни шагу назад! ('¡Ni un paso atrás!').

La orden dictaminaba que ningún comandante tenía derecho a permitir retiradas que no hubieran sido autorizadas por el alto mando. Todo aquel que contraviniera este precepto sería sometido a un tribunal militar de rango acorde al nivel jerárquico del acusado.
Asimismo, cada Frente del Ejército Rojo debía constituir entre 1 y 3 «batallones penales» (штрафной батальон, штрафбат), compuestos de soldados acusados de tener problemas de disciplina, que eran enviados a las secciones más peligrosas de las líneas de frente. Cada frente debía organizar compañías penales para soldados y suboficiales. Entre 1942 y 1945, 427 910 militares fueron asignados a batallones penales.
La orden también establecía que cada Ejército del Ejército Rojo debía crear «destacamentos de bloqueo» (заградотряд, заградительный отряд) para vigilar que las tropas del frente no retrocedieran y, en caso de que lo hiciesen, disparar a los «cobardes». En los primeros dos meses luego de emitida la orden, más de 1000 efectivos fueron fusilados por destacamentos de bloqueo y unos 130 000 fueron enviados a los batallones penales.
En el preámbulo de la orden estaba escrito que estas dos medidas habían sido implementadas con éxito por los alemanes en su retirada de invierno. 
La obligación de los ejércitos de mantener compañías de bloqueo fue anulada apenas tres meses después de su entrada en vigor, el 29 de octubre de 1942. Si bien su propósito era estimular la moral del Ejército Rojo, tuvo un efecto generalmente perjudicial y algunos comandantes solían no acatarla, al considerar que destinar tropas a unidades de bloqueo constituía un derroche de recursos. Así, hacia octubre de 1942 la orden quedó  suspendida y el 20 de noviembre de 1944 los destacamentos de bloqueo fueron oficialmente disueltos.